# Lost on You (álbum)
Lost on You é o quarto álbum de estúdio da artista musical estadunidense LP. Foi lançado em 9 de dezembro de 2016, através da Vagrant e da Warner Bros. no Canadá e em países selecionados da Europa. O álbum é uma sequência ao lançamento do extended play Death Valley e do sucesso inesperado do single de mesmo nome.

## Antecedentes
Em 20 de novembro de 2015, LP lança seu segundo single para seu quarto álbum de estúdio, "Lost on You". Posteriormente, ganha lançamentos em países da Europa conforme começa a se destacar nas tabelas locais. Em 17 de junho de 2016 é lançado o EP Death Valley, contendo os dois singles lançados anteriormente e três faixas inéditas. Em setembro, é anunciado que o novo disco da cantora iria ser lançado somente em 2017, mas o sucesso de "Lost on You" antecipa-o para dezembro de 2016.

## Singles
"Muddy Waters" foi lançado em 25 de setembro de 2015 como primeiro single do álbum. A canção atingiu o número quarenta e dois na tabela norte-americana Billboard Hot Rock Songs e conseguiu vender 8 mil downloads após ser executada no episódio final da quarta temporada de Orange is the New Black, da Netflix. A faixa-título foi lançada como segundo single do álbum em 20 de novembro de 2015. Um sucesso inesperado, a canção alcançou o topo em tabelas europeias, como Valônia, França, Israel, Polônia, Romênia, Sérvia e Turquia, além de conseguir certificado de Platina na Grécia e na Itália.
"Other People" foi lançada em 11 de novembro de 2016 em formato digital e nas rádios mainstream na Itália, servindo como terceiro single do material.

### Singlespromocionais
"Tightrope" foi lançada em 2 de dezembro de 2016 em formato digital como single promocional do álbum no lançamento europeu. Para o lançamento internacional, a faixa "No Witness" foi liberada na pré-venda em 7 de abril de 2017. Posteriormente, "When We're High" foi lançada em 28 de abril de 2017 como segundo single promocional do disco.

## Alinhamento de faixas
O alinhamento de faixas foi revelado quando o álbum foi colocado em pré-venda, em 28 de outubro de 2016. A versão europeia é composta pelas faixas do EP Death Valley, o single "Into the Wild", do álbum Forever for Now, e quatro faixas inéditas.
Em 7 de abril de 2017, foram revelados dois novos alinhamentos, sendo um para a versão internacional e uma versão deluxe para o mercado europeu. A versão internacional conta com as faixas da primeira edição, exceto Into the Wild, e quatro faixas inéditas, enquanto que a versão deluxe inclui todas as faixas disponibilizadas nesta última versão e duas versões ao vivo de canções performadas no Harvard and Stone.
| Versão padrão da edição internacional |                         |                                             |                                  |         |  |
| N.º                                   | Título                  | Compositor(es)                              | Produtor(es)                     | Duração |  |
| 1.                                    | "Muddy Waters"          | Laura Pergolizzi Mike Del Rio Joshua Record | Del Rio                          | 3:48    |  |
| 2.                                    | "No Witness"            | Pergolizzi Del Rio Ricky Luna               | Del Rio Luna                     | 3:28    |  |
| 3.                                    | "Lost on You"           | Pergolizzi Nathaniel "Nate" Campany Del Rio | Campany Del Rio Michael Gonzales | 4:48    |  |
| 4.                                    | "When We're High"       |                                             |                                  | 3:57    |  |
| 5.                                    | "Switchblade"           |                                             |                                  | 4:24    |  |
| 6.                                    | "Up Against Me"         | Pergolizzi PJ Bianco                        | Bianco                           | 3:02    |  |
| 7.                                    | "Suspicion"             |                                             |                                  | 3:20    |  |
| 8.                                    | "Other People"          | Pergolizzi Campany Benjamin Romans          | Romans Del Rio                   | 4:04    |  |
| 9.                                    | "Tightrope"             | Pergolizzi Del Rio Nikolai Potthoff         | Del Rio Potthoff                 | 3:38    |  |
| 10.                                   | "Strange"               | Pergolizzi Campany Del Rio                  | Del Rio                          | 3:55    |  |
| 11.                                   | "Death Valley"          | Pergolizzi David Thomas                     | Thomas                           | 2:53    |  |
| 12.                                   | "You Want It All"       | Pergolizzi Jonathan Malone Del Rio Bianco   | Malone Bianco                    | 4:11    |  |
| 13.                                   | "Long Way to Go to Die" |                                             |                                  |         |  |

| Versão padrão da Europa e Canadá |                   |                                  |                          |         |  |
| N.º                              | Título            | Compositor(es)                   | Produtor(es)             | Duração |  |
| 1.                               | "Muddy Waters"    | Pergolizzi Del Rio Record        | Del Rio                  | 3:48    |  |
| 2.                               | "No Witness"      | Pergolizzi Del Rio Luna          | Del Rio Luna             | 3:28    |  |
| 3.                               | "Lost on You"     | Pergolizzi Campany Del Rio       | Campany Del Rio Gonzales | 4:48    |  |
| 4.                               | "Up Against Me"   | Pergolizzi Bianco                | Bianco                   | 3:02    |  |
| 5.                               | "Tightrope"       | Pergolizzi Del Rio Potthoff      | Del Rio Potthoff         | 3:38    |  |
| 6.                               | "Other People"    | Pergolizzi Campany Romans        | Romans Del Rio           | 4:04    |  |
| 7.                               | "Into the Wild"   | Pergolizzi Bianco                | Bianco                   | 3:39    |  |
| 8.                               | "Strange"         | Pergolizzi Campany Del Rio       | Del Rio                  | 3:55    |  |
| 9.                               | "Death Valley"    | Pergolizzi Thomas                | Thomas                   | 2:53    |  |
| 10.                              | "You Want It All" | Pergolizzi Malone Del Rio Bianco | Malone Bianco            | 4:11    |  |
| Duração total:                   | Duração total:    | Duração total:                   | Duração total:           | 35:05   |  |

| Versão padrão da Itália |                   |                                  |                          |         |  |
| N.º                     | Título            | Compositor(es)                   | Produtor(es)             | Duração |  |
| 1.                      | "Muddy Waters"    | Pergolizzi Del Rio Record        | Del Rio                  | 3:48    |  |
| 2.                      | "Lost on You"     | Pergolizzi Del Rio Campany       | Campany Del Rio Gonzales | 4:48    |  |
| 3.                      | "Strange"         | Pergolizzi Campany Del Rio       | Del Rio                  | 3:55    |  |
| 4.                      | "Death Valley"    | Pergolizzi Thomas                | Thomas                   | 2:53    |  |
| 5.                      | "Other People"    | Pergolizzi Campany Romans        | Romans Del Rio           | 4:04    |  |
| 6.                      | "No Witness"      | Pergolizzi Del Rio Luna          | Del Rio Luna             | 3:28    |  |
| 7.                      | "Up Against Me"   | Pergolizzi Bianco                | Bianco                   | 3:02    |  |
| 8.                      | "Tightrope"       | Pergolizzi Del Rio Potthoff      | Del Rio Potthoff         | 3:38    |  |
| 9.                      | "Into the Wild"   | Pergolizzi Bianco                | Bianco                   | 3:39    |  |
| 10.                     | "You Want It All" | Pergolizzi Malone Del Rio Bianco | Malone Bianco            | 4:11    |  |
| Duração total:          | Duração total:    | Duração total:                   | Duração total:           | 35:05   |  |

| Edição deluxe da Europa |                                               |                                  |                          |         |  |
| N.º                     | Título                                        | Compositor(es)                   | Produtor(es)             | Duração |  |
| 1.                      | "Muddy Waters"                                | Pergolizzi Del Rio Record        | Del Rio                  | 3:48    |  |
| 2.                      | "No Witness"                                  | Pergolizzi Del Rio Luna          | Del Rio Luna             | 3:28    |  |
| 3.                      | "Lost on You"                                 | Pergolizzi Campany Del Rio       | Campany Del Rio Gonzales | 4:48    |  |
| 4.                      | "When We're High"                             |                                  |                          | 3:57    |  |
| 5.                      | "Switchblade"                                 |                                  |                          | 4:24    |  |
| 6.                      | "Up Against Me"                               | Pergolizzi Bianco                | Bianco                   | 3:02    |  |
| 7.                      | "Suspicion"                                   |                                  |                          | 3:20    |  |
| 8.                      | "Other People"                                | Pergolizzi Campany Romans        | Romans Del Rio           | 4:04    |  |
| 9.                      | "Tightrope"                                   | Pergolizzi Del Rio Potthoff      | Del Rio Potthoff         | 3:38    |  |
| 10.                     | "Into the Wild"                               | Pergolizzi Bianco                | Bianco                   | 3:39    |  |
| 11.                     | "Strange"                                     | Pergolizzi Campany Del Rio       | Del Rio                  | 3:55    |  |
| 12.                     | "Death Valley"                                | Pergolizzi Thomas                | Thomas                   | 2:53    |  |
| 13.                     | "You Want It All"                             | Pergolizzi Malone Del Rio Bianco | Malone Bianco            | 4:11    |  |
| 14.                     | "Long Way to Go to Die"                       |                                  |                          |         |  |
| 15.                     | "Muddy Waters" (ao vivo no Harvard and Stone) |                                  |                          |         |  |
| 16.                     | "Lost on You" (ao vivo no Harvard and Stone)  |                                  |                          |         |  |

## Desempenho nas tabelas musicais
| Tabela musical (2016–17)              | Melhor posição |
| ------------------------------------- | -------------- |
| Áustria (Ö3 Austria Top 40)           | 34             |
| Bélgica (Ultratop Valônia)            | 6              |
| Bélgica (Ultratop Flandres)           | 43             |
| Grécia (IFPI)                         | 11             |
| Países Baixos (Dutch Charts)          | 58             |
| França (SNEP)                         | 6              |
| Alemanha (Offizielle Deutsche Charts) | 50             |
| Itália (FIMI)                         | 9              |
| Polónia (ZPAV)                        | 5              |
| Espanha (PROMUSICAE)                  | 61             |
| Suíça (Schweizer Hitparade)           | 7              |

## Histórico de lançamento
| País     | Data                  | Formato             | Versão        | Gravadora            |
| -------- | --------------------- | ------------------- | ------------- | -------------------- |
| Alemanha | 9 de dezembro de 2016 | CD download digital | Edição padrão | Vagrant Warner Bros. |
| Canadá   | 9 de dezembro de 2016 | CD download digital | Edição padrão | Vagrant Warner Bros. |
| Espanha  | 9 de dezembro de 2016 | CD download digital | Edição padrão | Vagrant Warner Bros. |
| França   | 9 de dezembro de 2016 | CD download digital | Edição padrão | Vagrant Warner Bros. |
| Itália   | 9 de dezembro de 2016 | CD download digital | Edição padrão | X-Energy Vagrant     |
| Mundo    | 5 de maio de 2017     | CD download digital | Edição padrão | Vagrant Warner Bros. |
| França   | 5 de maio de 2017     | CD download digital | Edição deluxe | Vagrant Warner Bros. |